# Circuitul Brands Hatch
Brands Hatch, este un circuit de curse auto din Marea Britanie.